# Johannes Friis-Skotte
Johannes Frederik Nicolai Friis-Skotte, född 1 december 1874, död 15 december 1946, var en dansk politiker.
Friis-Skotte anslöt sig till det socialdemokratiska partiet och var från 1908 verksam som kommunalman i Frederiksberg, samt blev 1918 medlem av Folketinget. 1924-26 och 1929 var han trafikminister i Thorvald Staunings regeringar.